# 木下裕晴
木下 裕晴（きのした ひろはる、1967年10月11日 - ）は、日本のベーシスト。東京都出身。血液型はB型。

## 経歴
1991年　友人であった黒沢健一、黒沢秀樹兄弟とL⇔Rを結成し、グループ活動を開始。同年11月25日、ミニアルバム「Ｌ」でデビュー。以後13枚のシングル、7枚のアルバムを発表。なお、結成した当時は会社員であった。本格的に活動するにあたり退職している。
1997年　L⇔R休止後、ソロプロジェクト・USEで活動開始、アルバム「USE YOUR NEIGHBOR'S ENTERTAINER」を発表。その後は、スタジオ・ミュージシャン、PUFFYやYUKIのライヴサポートなどベーシストとしての活動が主となる。
2003年5月　黒沢健一らと共にcurve509を結成。2枚のシングルと1枚のアルバムを発表。
2007年5月27日　音楽プロダクション「有限会社ナインアップ」取締役就任。

## エピソード
SING LIKE TALKING の佐藤竹善は「L⇔R」のことをデビュー当時から高く評価しており、小田和正とのユニット「PLUS ONE」では、ベーシストとしてレコーディングに木下を招いた。そのとき佐藤は木下に「君が、L⇔Rと同じか、それ以上のことをやらない限り終わらないから」と言われ、結局2時間ずっとベースを弾き続けさせられるという経験をしている。

## ディスコグラフィ

### USE
- 「USE YOUR NEIGHBOR'S ENTERTAINER」(1999年4月21日)

### curve509

#### シングル
- 「TOO LONELY TO SEE」(2003年5月9日)
- 「DA DA DA」(2003年8月20日)

#### アルバム
- 「curve509」(2004年4月21日)